# 1910年代の建築
1910年代の建築についての概要である。

## 日本の主要作品
| 名称                                                  | 画像 | 設計者                                        | 竣工            | 所在   | 備考                                     |
| ----------------------------------------------------- | ---- | --------------------------------------------- | --------------- | ------ | ---------------------------------------- |
| 旧小寺家厩舎                                          |      | 河合浩蔵                                      | 1910 （明治43） | 兵庫   | 重文                                     |
| 千葉県立佐倉高等学校旧本館                            |      | 久野節                                        | 1910 （明治43） | 千葉   | 登録有形文化財                           |
| 旧盛岡銀行本店                                        |      | 辰野金吾 葛西萬司                             | 1911 （明治44） | 岩手   | 重文                                     |
| 海岸ビルヂング                                        |      | 河合浩蔵                                      | 1911 （明治44） | 兵庫   | 登録有形文化財                           |
| 旧造幣局火力発電所 （造幣博物館）                     |      | 河合浩蔵                                      | 1911 （明治44） | 大阪   |                                          |
| 旧八百津発電所資料館                                  |      |                                               | 1911 （明治44） | 岐阜   | 重文                                     |
| 横浜赤レンガ倉庫2号館                                 |      | 妻木頼黄                                      | 1911 （明治44） | 神奈川 |                                          |
| 帝国劇場                                              |      | 横河民輔 大熊喜邦 葛野壮一郎                  | 1911 （明治44） | 東京   |                                          |
| 北九州市旧門司税関                                    |      |                                               | 1912 （明治45） | 福岡   | 近代化産業遺産、1995年に復元             |
| 旧松本家住宅                                          |      | 辰野金吾 (洋館) 久保田小三郎 (日本館)         | 1912 （明治45） | 福岡   | 重文                                     |
| 日本銀行旧小樽支店金融資料館                          |      | 辰野金吾 長野宇平治                           | 1912 （明治45） | 北海道 |                                          |
| 慶應義塾図書館旧館                                    |      | 曾禰中條建築事務所                            | 1912 （明治45） | 東京   | 重文                                     |
| 横浜赤レンガ倉庫1号館                                 |      | 妻木頼黄                                      | 1913 （大正2）  | 神奈川 |                                          |
| 旧第二十三国立銀行本店 （大分銀行赤レンガ館）         |      | 辰野金吾                                      | 1913 （大正2）  | 大分   | 登録有形文化財                           |
| 六華苑                                                |      | ジョサイア・コンドル (洋館) 伊藤末次郎 (和館) | 1913 （大正2）  | 三重   | 重文、名勝                               |
| 綱町三井倶楽部                                        |      | ジョサイア・コンドル                          | 1913 （大正2）  | 東京   |                                          |
| 東京駅                                                |      | 辰野金吾 葛西萬司                             | 1914 （大正3）  | 東京   |                                          |
| 島津家袖ヶ崎邸 （清泉女子大学本館）                   |      | ジョサイア・コンドル                          | 1915 （大正4）  | 東京   |                                          |
| 広島県物産陳列館 （原爆ドーム）                       |      | ヤン・レッツェル                              | 1915 （大正4）  | 広島   |                                          |
| 旧山口県庁舎 （山口県政資料館）                       |      | 妻木頼黄 武田五一 大熊喜邦                    | 1916 （大正5）  | 山口   | 重文                                     |
| 軍艦島30号棟                                          |      |                                               | 1916 （大正5）  | 長崎   | 日本初の鉄筋コンクリート造の高層アパート |
| 奥平野浄水場旧急速濾過場上屋 （神戸市水の科学博物館） |      | 河合浩蔵                                      | 1917 （大正6）  | 兵庫   | 登録有形文化財                           |
| 古河虎之助邸 （旧古河庭園・洋館）                     |      | ジョサイア・コンドル                          | 1917 （大正6）  | 東京   |                                          |
| 大阪市中央公会堂                                      |      | 岡田信一郎 (原案) 辰野金吾 片岡安             | 1918 （大正7）  | 大阪   | 重文                                     |
| 旧東京海上ビルディング（東京海上ビルディング旧館）    |      | 曽禰中條建築事務所                            | 1918 （大正7）  | 東京   | ※現存せず                                |

## 日本以外の主要作品
現況欄の○は現存、✕は現存せず、△は一部現存、計画案
| 西暦   | 名称                                  | 画像 | 設計者                             | 所在地                 | 国・地域       | 現況 | 指定     | 備考 |
| ------ | ------------------------------------- | ---- | ---------------------------------- | ---------------------- | -------------- | ---- | -------- | ---- |
| 1910年 | AEGタービン工場                       |      | ペーター・ベーレンス               | ベルリン               | ドイツ         | ○    |          |      |
| 1910年 | シュタイナー邸                        |      | アドルフ・ロース                   | ウィーン               | オーストリア   | ○    |          |      |
| 1911年 | ファグス工場                          |      | ヴァルター・グロピウス             | アルフェルト           | ドイツ         | ○    | 世界遺産 |      |
| 1911年 | ストックレー邸                        |      | ヨーゼフ・ホフマン                 | ブリュッセル           | ベルギー       | ○    | 世界遺産 |      |
| 1910年 | カサ・ミラ                            |      | アントニ・ガウディ                 | バルセロナ             | スペイン       | ○    | 世界遺産 |      |
| 1911年 | ロースハウス                          |      | アドルフ・ロース                   | ウィーン               | オーストリア   | ○    |          |      |
| 1911年 | ペンシルベニア駅                      |      | マッキム・ミード・アンド・ホワイト | ニューヨーク           | アメリカ合衆国 | ✕    |          |      |
| 1912年 | ジャンヌレ＝ペレ邸                    |      | ル・コルビュジエ                   | ラ・ショー＝ド＝フォン | スイス         | ○    |          |      |
| 1913年 | ウールワースビル                      |      | キャス・ギルバート                 | ニューヨーク           | アメリカ合衆国 | ○    |          |      |
| 1913年 | シャンゼリゼ劇場                      |      | オーギュスト・ペレ                 | パリ                   | フランス       | ○    |          |      |
| 1913年 | コヴァチョヴィチ邸                    |      | ヨゼフ・ホホル                     | プラハ                 | チェコ         | ○    |          |      |
| 1914年 | ドイツ工作連盟展 ガラス・パヴィリオン |      | ブルーノ・タウト                   | ケルン                 | ドイツ         | ✕    |          |      |
| 1914年 | マーチャンツ・ナショナル銀行          |      | ルイス・サリヴァン                 | グリネル               | アメリカ合衆国 | ○    |          |      |
| 1914年 | コロニア・グエル教会地下聖堂          |      | アントニ・ガウディ                 | バルセロナ             | スペイン       | ○    | 世界遺産 |      |
| 1914年 | グエル公園                            |      | アントニ・ガウディ                 | バルセロナ             | スペイン       | ○    | 世界遺産 |      |
| 1914年 | 「新都市」高層ビル案                  |      | アントニオ・サンテリア             |                        | イタリア       | △    |          |      |
| 1917年 | ハリディ・ビル                        |      | ウィリス・ポルク                   | サンフランシスコ       | アメリカ合衆国 | ○    |          |      |
| 1919年 | ヘルシンキ中央駅                      |      | エリエル・サーリネン               | ヘルシンキ             | フィンランド   | ○    |          |      |
| 1919年 | エイヘンハールトの集合住宅            |      | ミケル・デ・クラーク               | アムステルダム         | オランダ       | ○    |          |      |
| 1919年 | ベルリン大劇場                        |      | ハンス・ペルツィヒ                 | ベルリン               | ドイツ         | ✕    |          |      |
| 1919年 | 第三インターナショナル記念塔          |      | ウラジーミル・タトリン             |                        | ロシア         | △    |          |      |

## コンペ・受賞
- ヘルシンキ中央駅 - 1904年に新駅舎のデザイン・コンペが行われ、エリエル・サーリネンの新駅舎案が採用された。
- 大阪市中央公会堂 - 1911年懸賞付き建築設計競技（最終的に13名が参加）により岡田信一郎案が1位となり、岡田の原案に基づいて、辰野金吾・片岡安が実施設計
- アウクスブルク - シナゴーグ建設のための建築コンペが1912年に行われた。1914年から1917年までをかけて最終的にはフリッツ・ランダウアーとハインリヒ・レムペルの設計案が採用された。
- 横浜市開港記念会館 - 横浜開港50周年記念公会堂公募設計として1913年、設計案のコンペが実施され、9月23日の審査委員総会の結果、100点の応募図案の中から1等に福田重義、2等に西村好時、3等に藤村朗の図案が当選した[2]
- グルントヴィークス教会 - 教会建設の設計者は建築設計競技により決定されることになり、1913年、イェンセン・クリントが勝利し設計者に決まった。
- 明治神宮宝物殿（1915年、公開：別案で実施）大森喜一の案が1等当選。大江新太郎が実施設計を担当[2]
- 日清生命保険株式会社（1916年、公開）[2]
- 大阪府庁舎及府会議事堂建築意匠設計懸賞募集（1918年）
- 長瀬商店京橋社屋（1916年）[2]
- 聖徳記念絵画館 - 設計は公募による建築設計競技（1918年実施）で1等となった大蔵省臨時建築部技手小林正紹の案がもとになっている。佐野利器の指導のもと、明治神宮造営局の高橋貞太郎が設計をまとめ、後任の小林政一が完成させた[2]
- 大阪市美術館（1919-1920年、公開）
- 議院建築（国会議事堂）[2]（1919年、公開）宮内省内匠寮の渡辺福三案が1等に当選。当選案は大きく設計変更されて実施
- ストックホルム南墓地スコーグスシュルコゴーデン、1914年から1915年にかけて行われた設計コンペ「ストックホルム南墓地国際コンペティション」グンナール・アスプルンドとシーグルド・レヴェレンツの協同応募案が1等
- 33リバティー・ストリート、ニューヨーク - ヨーク＆ソーヤーが当選（1919年）
- オーバーハウゼン - 設計競技の結果、ペーター・ベーレンスに設計が依頼された